# Borislava Ivanova
Borislava Ivanova (em búlgaro:  Борислава Милкова Иванова, Vidin, Vidin, 24 de novembro de 1966) é uma ex-canoísta de velocidade búlgara na modalidade de canoagem.

## Carreira
Foi vencedora da medalha de bronze em K-4 500 m em Seul 1988, junto com as suas colegas de equipa Vanya Gesheva, Diana Paliyska, Ognyana Petrova.